# Henry Hobart (4e baronnet)
Pour les articles homonymes, voir Henry Hobart.
Henry Hobart, 4e baronnet (1657-1698) est un homme politique et baronnet whig anglais.

## Famille
Henry Hobart est le fils aîné de John Hobart (3e baronnet) et de sa première épouse, Mary Hampden, fille de John Hampden. La famille est anoblie à Blickling par le roi Charles II d'Angleterre en 1671 et il succède à son père comme baronnet en 1683.
Hobart fait ses études au St John's College, à Cambridge.
Le 9 juillet 1684, il épouse Elizabeth Maynard, fille aînée de Joseph Maynard (en), et a un fils et trois filles. Sa fille aînée Henrietta Howard, est une maîtresse de George II, roi de Grande-Bretagne. La deuxième fille Catherine épouse le lieutenant général Charles Churchill. Lady Hobart est morte en 1701.
Hobart est remplacé comme baronnet par son fils John, élevé plus tard à la pairie comme comte de Buckinghamshire (1746).

## Carrière
Henry Hobart est un gentilhomme du cheval du roi Guillaume III d’Angleterre et se bat à ses côtés lors de la bataille de la Boyne. Un an plus tard, il est nommé vice-amiral de Norfolk.
Il est député de King's Lynn à la Chambre des communes anglaise entre 1681 et 1685. Il représente Thetford de janvier à février 1689, puis Norfolk jusqu'en 1690. En 1694, il est élu pour Bere Alston, un siège qu'il occupe jusqu'à l'année suivante où il est réélu pour le comté de Norfolk jusqu'à l'élection de juillet-août 1698, qu'il perd.

## Mort

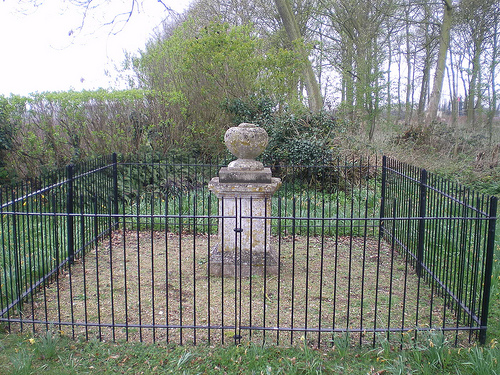
La pierre de duel

Le 20 août suivant les élections de 1698, Hobart se bat en duel contre Oliver Le Neve à Cawston Heath et est mortellement blessé. Le Neve de Witchingham Hall (Great Witchingham), qui combat de la main gauche, est blessé au bras par Hobart, lequel a la réputation d'être un bon escrimeur. Le Neve, cependant, contre-attaque et blesse son adversaire si sévèrement qu’il en meurt le lendemain à Blickling. Comme il n'y avait ni seconds ni témoins, le duel était illégal. Le Neve s'enfuit en Hollande mais revient en Angleterre deux ans plus tard, après qu’il a été jugé et acquitté,. Hobart est enterré dans le caveau familial à Blickling.
Un monument constitué d’un socle soutenant une urne, appelé la pierre du duel, commémorant le duel, est dressé sur Norwich Road à Cawston.